# 対馬市立雞知中学校
対馬市立雞知中学校（つしましりつ けちちゅうがっこう, Tsushima City Kechi Junior High School）は、長崎県対馬市美津島町雞知（けち）にある公立中学校。

## 概要
歴史
1947年（昭和22年）の学制改革の際に旧・雞知国民学校の高等科および雞知高等実業青年学校が改組され、「雞知町立雞知中学校」が開校。2012年（平成24年）に創立65周年を迎えた。
校名「雞知」の由来
もともと、雞知という地名は神功皇后にまつわる故事が由来となっている。その故事とは「神功皇后が新羅国を征伐した後、対馬に立ち寄り黒瀬の城嶽（しろだけ）に登り、四方を眺めた際、遠方から鶏の鳴き声が聞こえて人家の場所を知り、その場所を訪れた際に雞知（けち）と名付けた」というものであった。
校訓
「明朗闊達」
校章
柏の葉の絵を背景にして、校名の「雞」と「中」の文字を重ねたデザインとなっている。
校歌
作詞は宗武志、作曲は乗松明広による。歌詞は3番まであり、各番とも「美津島雞知中学校」で終わる。

校区
住所表記で対馬市美津島町の後に「雞知（けち）、洲藻（すも）、竹敷（たけしき）、黒瀬（くろせ）、昼ヶ浦（ひるがうら）、根緒（ねお）、箕形（みかた）、吹崎（ふくざき）」の続く地域。小学校区は対馬市立鶏鳴小学校。なお対馬市立今里中学校統合により、2013年（平成25年）4月より対馬市立今里小学校（加志（かし）、今里、尾崎（おさき）」）も小学校区に加わる。

## 沿革
- 1947年（昭和22年）
  - 4月1日 - 学制改革（六・三制の実施）
    - 旧・雞知国民学校の初等科を改組し、雞知町立鶏鳴小学校とする。
    - 旧・雞知国民学校の高等科と高等実業青年学校を改組し、「雞知町立雞知中学校」（新制中学校）とし、高等実業青年学校に併設。
- 1948年（昭和23年）3月31日 - 雞知実業青年学校が廃止。
- 1949年（昭和24年）4月26日 - 校舎を改築し移転。
- 1950年（昭和25年）4月1日 - 雞知町立竹敷中学校を統合。
- 1951年（昭和26年）- 校舎を改築。
- 1955年（昭和30年）3月1日 - 雞知町と船越村が合併し、美津島町が発足したことにより「美津島町立雞知中学校」に改称。
- 1957年（昭和32年）
  - 5月20日 - 校内放送を開始。
  - 6月10日 - 講堂が完成。
- 1958年（昭和33年）9月8日 - 木造2階建て4教室が完成。
- 1962年（昭和37年）- 生徒数・学級数（10学級）が最大となる。
- 1968年（昭和43年）3月31日 - 鉄筋コンクリート造3階建て新校舎が完成。
- 2004年（平成16年）3月1日 - 対馬市の発足により、「対馬市立雞知中学校」（現校名）に改称。
- 2013年（平成25年）4月1日 - 対馬市立今里中学校を統合。

## アクセス
最寄りのバス停
- 対馬交通 「雞知」バス停

最寄りの空港
- 対馬空港

最寄りの国道・県道
- 国道382号
- 長崎県道24号厳原豆酘美津島線

## 周辺
- 対馬市立鶏鳴小学校
- 対馬市立鶏鳴幼稚園
- 対馬市役所美津島行政サービスセンター（旧・美津島地域活性化センター, 旧・美津島町役場）
- 美津島文化会館
- 鶏知郵便局
- 対馬南警察署美津島警察官駐在所（旧・美津島交番）
- 中対馬病院
- 白嶽法寺院
- 真照寺
- 大徳寺